# 难江县
难江县，中国古县名。
南朝梁普通六年（525年）置，治所在今四川省南江县西南，属北水郡。因难江水得名。西魏恭帝三年（556年），改盘道县。北周天和五年（570年）置，治所在今四川省南江县。隋朝大业中，属汉川郡。唐朝武德元年（618年）为集州治。北宋熙宁五年（1072年）改属巴州。元朝至元二十年（1283年），废入化成县。 